# Ernst Wade
Ernst Wade (* 12. Januar 1934; † 27. Juni 2021) war ein deutscher Fußballspieler. Er bestritt für die Offenbacher Kickers von 1952 bis 1963 in der Oberliga Süd 259 Spiele, bei denen er 18 Tore erzielte.

## Laufbahn

### Offenbacher Kickers, 1952 bis 1963
Das 18-jährige Talent Ernst Wade wechselte 1952 von der SG Nieder-Roden aus dem Rodgau zu den Offenbacher Kickers in die Oberliga Süd. Trainer Paul Oßwald baute den Nachwuchsspieler behutsam auf. Er führte ihn mit zwei Einsätzen in der ersten Runde 1952/53 vorsichtig an das Leistungsniveau der Mannschaft und der süddeutschen Oberliga heran. Ab der Runde 1953/54 gehörte der Sportstudent der Stammbesetzung an. Als der OFC in der Saison 1954/55 die Meisterschaft im Süden gewann, erzielte der Halblinke in 22 Spielen zehn Treffer. In der Endrunde um die deutsche Fußballmeisterschaft setzte sich Rot-Weiss Essen mit den Nationalstürmern Helmut Rahn und Bernhard Termath klar gegen Offenbach durch.
Den zweiten Einzug in die Endrunde schaffte der jetzt auf die linke Außenläuferposition gerückte Linksfuß 1957 als Vizemeister im Süden. Borussia Dortmund setzte sich in den Gruppenspielen durch und verteidigte auch den Meistertitel. Durch Niederlagen an den zwei letzten Oberligaspieltagen der Runde 1958/59 gegen den TSV 1860 München und den VfB Stuttgart verlor Offenbach die Meisterschaft im Süden an den Rivalen Eintracht Frankfurt. In der Endrunde hatte es der Süd-Vize mit dem Hamburger SV, der Westfalia Herne und dem SC Tasmania 1900 Berlin zu tun. Wade trieb zusammen mit den zwei Halbstürmern Hermann Nuber und Gerhard Kaufhold das Spiel der Kickers an. Die 0:1 Abschlussniederlage durch ein Tor von Klaus Stürmer gegen den Hamburger SV am 20. Juni 1959 konnte den Einzug des OFC in das Finale am 28. Juni in Berlin nicht verhindern. Das Endspiel entschied der Südrivale Eintracht Frankfurt mit 5:3 Toren nach Verlängerung für sich. Wade hatte es in dem dramatischen Spiel zumeist mit István Sztani zu tun.
Zwölf Monate später wurde der OFC erneut Vizemeister, diesmal hinter dem Karlsruher SC. Ernst Wade hatte alle 30 Oberligaspiele absolviert. Eine 0:1-Niederlage im Qualifikationsspiel gegen Westfalia Herne am 7. Mai in Hannover verhinderte den erneuten Einzug in die Endrunde. Mit Heinz Lichtl und Hermann Nuber bildete Wade dabei die Läuferreihe der Offenbacher. Von 1955 bis 1960 bestritt er 17 Spiele in der Endrunde um die deutsche Meisterschaft. In den Runden 1961 und 1962 erreichte Wade mit dem OFC jeweils den vierten Rang. Mit 19 Einsätzen beendete er nach der letzten Oberligasaison 1962/63 seine höherklassige Karriere und wechselte in das Amateurlager zur TG Oberroden.

### Auswahlspiele, 1954 bis 1957
Bundestrainer Sepp Herberger berief den Studentennationalspieler Ernst Wade bereits am 24. April 1954 in die B-Nationalmannschaft. Mit Alfred Pfaff von Eintracht Frankfurt bildete er dabei in Offenburg gegen die Schweiz den linken Flügel der deutschen Mannschaft. Vier Wochen später, am 30. Mai, stand der Offenbacher auch in der deutschen Amateurnationalmannschaft beim einzigen Spiel der DFB-Amateure im Jahre 1954. Bei dem 0:0-Unentschieden stand Egon Loy im Tor, Helmut Sattler verteidigte, Hans Weilbächer bildete mit Wade das Halbstürmerpaar und Hermann Höfer stürmte auf Linksaußen. Als am 25. Juni 1956 der DFB in Frankfurt am Main das erste Spiel der Juniorennationalmannschaft U 23 ausrichtete, stand Engelbert Kraus als zweiter Offenbacher neben Wade in der DFB-Länderelf. Am 29. Juni 1957 kam der Mann aus dem Rodgau in Karlsruhe beim Repräsentativspiel gegen Norddeutschland auch in den Reihen von Süddeutschland zum Einsatz.